# Carl Schimmelpfennig
Carl Fredrik Vilhelm Schimmelpfennig, född 2 september 1859 i Linköping, död 11 augusti 1939, var en svensk apotekare. 

## Biografi
Schimmelpfennig blev elev på apoteket Korpen i Stockholm 1875 samt avlade farmacie kandidatexamen 1879 och apotekarexamen 1884. Han var anställd på apoteket Korpen i Stockholm 1884–1907, föreståndare för Farmaceutiska föreningens platsbyrå från 1890 och var innehavare av apoteket Mården i Stockholm från 1907. Han var under tre årtionden en av apotekarkårens verksammaste och i kårangelägenheter mest anlitade medlemmar. Han utgav "Författningar m. m. angående apoteksväsendet i Sverige" (tillsammans med Erik Källström, 1894, andra upplagan tillsammans med Karl Ahlberg 1903; supplement 1913) och "Svensk farmaceutisk matrikel" (sju årgångar, de tre första tillsammans med Isidor Nordin) samt skrev (tillsammans med Alfred Levertin och Karl Ahlberg) Sveriges apotekarehistoria från konung Gustaf I:s till närvarande tid (publicerad 1918).